# Наумова Дар'я Сергіївна
Дарія Сергіївна Наумова (біл. Дар'я Сяргееўна Навумава, нар. 26 серпня 1995, Кличевський район, Білорусь) — білоруська важкоатлетка, срібна призерка Олімпійських ігор 2016 року.

## Результати
| Рік              | Місце                    | Вага             | Ривок            | Ривок            | Ривок            | Ривок            | Поштовх          | Поштовх          | Поштовх          | Поштовх          | Загалом          | Місце            |
| Рік              | Місце                    | Вага             | 1                | 2                | 3                | Місце            | 1                | 2                | 3                | Місце            | Загалом          | Місце            |
| Олімпійські ігри | Олімпійські ігри         | Олімпійські ігри | Олімпійські ігри | Олімпійські ігри | Олімпійські ігри | Олімпійські ігри | Олімпійські ігри | Олімпійські ігри | Олімпійські ігри | Олімпійські ігри | Олімпійські ігри | Олімпійські ігри |
| ---------------- | ------------------------ | ---------------- | ---------------- | ---------------- | ---------------- | ---------------- | ---------------- | ---------------- | ---------------- | ---------------- | ---------------- | ---------------- |
| 2016             | Ріо-де-Жанейро, Бразилія | до 75 кг         | 107              | 112              | 116              | 3                | 136              | 139              | 142              | 2                | 258              | 2                |
| Чемпіонат світу  |                          |                  |                  |                  |                  |                  |                  |                  |                  |                  |                  |                  |
| 2015             | Х'юстон, США             | до 75 кг         | 105              | 110              | 115              | 5                | 135              | 140              | 142              | 5                | 257              | 5                |
| Чемпіонат Європи |                          |                  |                  |                  |                  |                  |                  |                  |                  |                  |                  |                  |
| 2015             | Тбілісі, Грузія          | до 75 кг         | 100              | 105              | 108              | 4                | 134              | 140              | 140              | 4                | 241              | 4                |